# Tumatai Dauphin
Tumatai Dauphin (né le 12 janvier 1988 à Papeete) est un athlète français, spécialiste du lancer du poids.

## Biographie
Il remporte la médaille d'or lors des Jeux du Pacifique de 2011 à Nouméa pour Tahiti.
Son record est de 19,76 mètres obtenu en juin 2013 à Bourg-en-Bresse.
Il remporte en 2015 le titre de champion de France avec un lancer à 20 mètres 10. Il s'agit là d'un nouveau record personnel.

### Palmarès
| Date | Compétition             | Lieu     | Résultat | Performance |
| ---- | ----------------------- | -------- | -------- | ----------- |
| 2009 | Jeux de la Francophonie | Beyrouth | 1er      | 18,63 m     |

| Date | Compétition                     | Lieu    | Résultat | Performance |
| ---- | ------------------------------- | ------- | -------- | ----------- |
| 2009 | Championnats de France          | Angers  | 3e       | 17,16 m     |
| 2010 | Championnats de France          | Valence | 3e       | 18,73 m     |
| 2011 | Championnats de France          | Albi    | 2e       | 19,19 m     |
| 2012 | Championnats de France en salle | Aubière | 1er      | 19,11 m     |
| 2012 | Championnats de France          | Angers  | 1er      | 19,23 m     |
| 2013 | Championnats de France en salle | Aubière | 1er      | 19,06 m     |

### Records
| Épreuve         | Épreuve      | Performance | Lieu     | Date            |
| --------------- | ------------ | ----------- | -------- | --------------- |
| Lancer du poids | En plein air | 19,82 m     | Grenoble | 10 juin 2015    |
| Lancer du poids | En salle     | 20,10 m     | Aubière  | 21 février 2015 |